# Rivière Koktac
Rivière Koktac är ett vattendrag i Kanada.   Det ligger i provinsen Québec, i den östra delen av landet, 1 500 km norr om huvudstaden Ottawa.
Trakten runt Rivière Koktac består i huvudsak av gräsmarker. Trakten runt Rivière Koktac är nära nog obefolkad, med mindre än två invånare per kvadratkilometer.